# Старый Ирюк

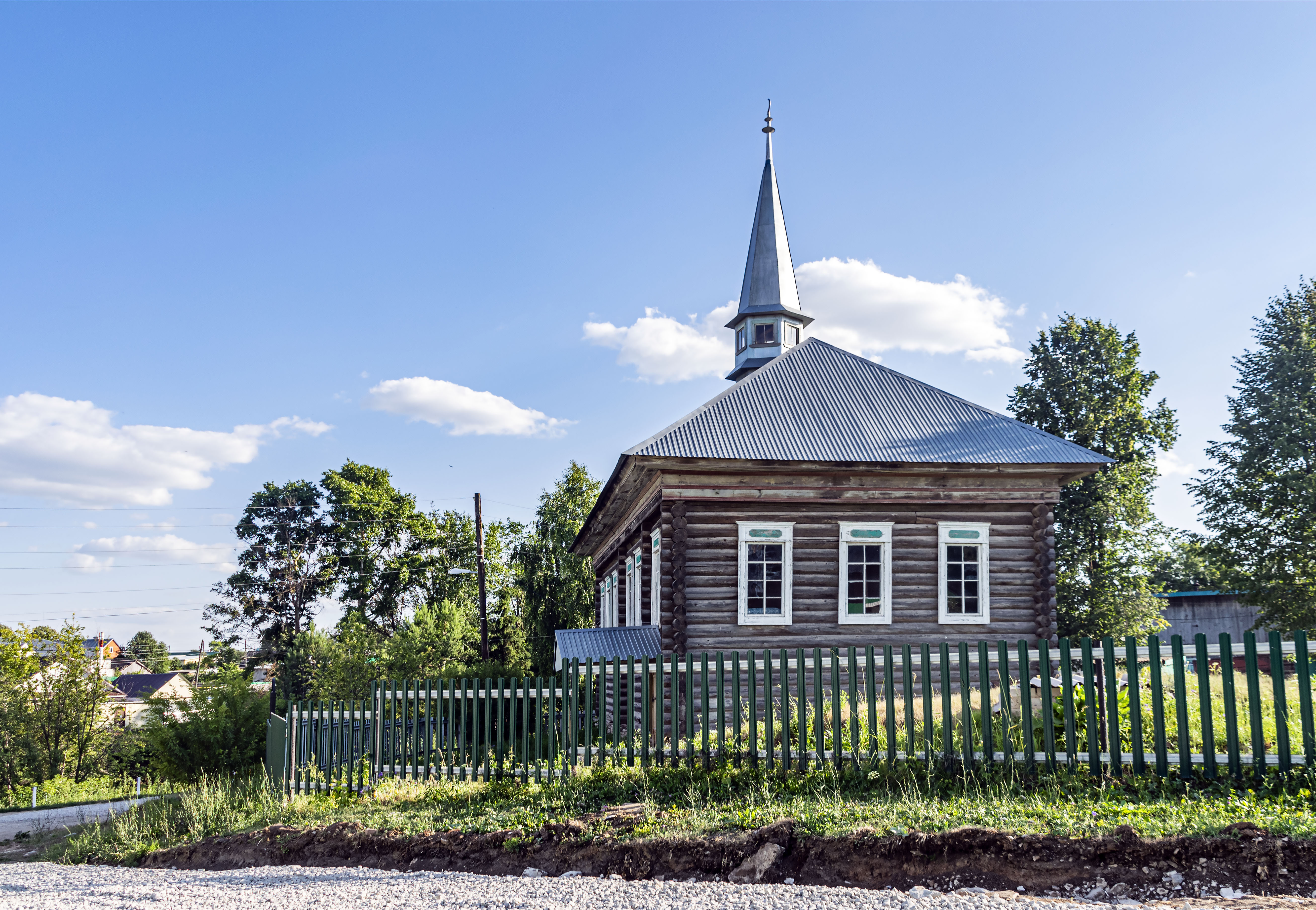
Мечеть в с. Старый Ирюк

Старый Ирюк — село в Малмыжском районе Кировской области. Является единственным населённым пунктом Староирюкского сельского поселения.
Расположено примерно в 9 км к северо-западу от города Малмыж.

## История
В «Списке населенных мест по сведениям 1859—1873 годов», изданном в 1876 году, населённый пункт упомянут как казённая деревня Ирюк Малмыжского уезда Вятской губернии. Располагалась при речке Уре, по левую сторону Вятского почтового тракта, в 11 верстах от уездного города Малмыжа. В деревне, в 138 дворах жили 911 человек (433 мужчины и 478 женщин), была мечеть.
С 1 января 2006 года согласно Закону Кировской области от 07.12.2004 № 284-ЗО Старый Ирюк образует Староирюкское сельское поселение.

## Население
| 2010 | 2012 | 2013 | 2014 | 2015 | 2016 | 2017 |
| ---- | ---- | ---- | ---- | ---- | ---- | ---- |
| 751  | ↘735 | ↘732 | ↘716 | ↘715 | ↗716 | ↗726 |
| 2018 | 2019 | 2020 | 2021 |      |      |      |
| ↘723 | ↘710 | ↘706 | ↘672 |      |      |      |

## Религия
Мечети
- Мечеть